# 烏眉坑
烏眉坑，是臺灣苗栗縣通霄鎮的一個傳統地域名稱，位於該鎮中部。相較於今日行政區，其範圍大致與烏眉里相近。

## 歷史
台灣清治末期至日治初期，烏眉坑地區為一街庄，稱為「烏眉坑庄」，隸屬於苗栗二堡。該庄北與北勢窩庄、四湖庄為鄰，東與高埔庄為鄰，東南與三座厝庄為鄰，南邊為楓樹窩庄，西邊為內湖庄。
1901年（日治明治三十四年）11月，該庄隸屬於苗栗廳。1909年（明治四十二年）10月，改隸屬於新竹廳。1920年（大正九年），該庄改制為「烏眉坑」大字，隸屬於新竹州苗栗郡通霄庄
戰後通霄庄改制為通霄鄉，隸屬於新竹縣，大字改制為村。1948年，通霄鄉改制為通霄鎮，村亦改制為里。1950年桃、竹、苗分治，通霄鎮改隸屬於重新成立的苗栗縣

## 交通
國道3號又稱「福爾摩沙高速公路」，是貫穿台灣西部的兩條縱向高速公路之一，大致以東北—西南走向經過烏眉坑地區西北端邊界外不遠處。境內未設交流道，但西南邊其與縣道128號交會口設有通霄交流道，由此進入可快速前往台灣西部各地。
縣道128號是通霄至公館的道路，大致以西北西—東南東走向蜿蜒經過本地區，向西南可前往通霄市區，向東可前往公館麻薺寮，最終止於省道台6線路口。

## 學校
- 烏眉國小

## 宗教場所
- 紫雲寺－主祀石觀音
- 受天宮－主祀天上聖母